# Manuel Gallardo Méndez
Manuel Gallardo Méndez (Écija, Andalucía, 1942 - Martorell, Cataluña, 13 de diciembre de 2014), fue un sindicalista español de la Unión General de Trabajadores.

## La acción sindical
Gallardo se incorporó a la empresa SEAT en 1972, cuando tenía 30 años, en plena agitación sindical y política durante los últimos años del Franquismo. Tres años después, en 1975, se afilió a la UGT y entró en la ejecutiva de la sección sindical en SEAT, un referente en el movimiento obrero del Franquismo y de la Transición. Después de ser elegido secretario general de la UGT en SEAT en 1980, accedió a la presidencia del comité de empresa en 1983, que ejerció hasta 1998, cuando dio el salto como secretario general de la Federación del Metal del sindicato en Cataluña. Dejó el cargo al jubilarse en 2007. Manuel Gallardo tuvo un papel fundamental en SEAT y en el sector del metal durante las décadas de los 90 y los 2000.
Durante su trayectoria debió hacer frente a la dura crisis de SEAT de principios de los años 90 y a la ola de cierres y deslocalizaciones industriales de la última década. Fue pionero en la modernización de las relaciones laborales en SEAT y en el metal con la aplicación de fórmulas innovadoras como los contratos de relevo y de jubilación parcial. Él mismo se convirtió en un jubilado parcial en sus últimos años como trabajador en SEAT, a la que dedicaba un mes de trabajo al año al ser substituido por un joven con contrato de relevo de un veterano. El resto de grandes fabricantes de automóviles siguió los pasos de SEAT e implantaron la misma fórmula.
Gallardo también fue uno de los impulsores de la presencia de SEAT en el comité europeo y mundial de Volkswagen y uno de los artífices de la fusión de las federaciones del metal, de la construcción y de otras ramas productivas. Durante su mandato al frente de la Federación del Metal, Construcción y Afines (MCA), fue uno de los dirigentes de peso de la ejecutiva de Josep Maria Álvarez. Gallardo intervino en la negociación de varios expedientes de regulación de empleo de empresas como SEAT, Lear, Miniwatt (Phillips), y en la negociación del Convenio Colectivo de Nissan 2006-2011. Solía dar charlas en los cursos de formación sindical para delegados con temas relacionados con la negociación colectiva.

## La acción política
En absoluto partidario del protocolo, su huerto de San Vicente dels Horts se convirtió en una especie de fórum donde solía invitar a cargos políticos y sindicales, y nunca tuvo ningún problema para decir a las más altas autoridades lo que pensaba y que sabía que pensaban sus compañeros de la lucha sindical.
Como militante del Partit dels Socialistes de Catalunya (PSC-PSOE), fue concejal del Ayuntamiento de Viladecans (desde este cargo impulsó la Fiesta de la Rosa en la Pineda de Gavà), miembro del Consejo Nacional de este partido y, de 2008 a 2012, Primer Secretario de la Agrupación Local de Abrera, la población donde residió durante sus últimos años.
Desde este último cargo, en 2011 participó activamente en la confección de la lista electoral socialista, con la que la alcaldesa Maria Soler había de perder la mayoría absoluta que el PSC tenía en Abrera desde 1983.

## El repentino final
Gallardo vivió siempre en la comarca del Bajo Llobregat desde su llegada a Cataluña, y murió de un infarto mientras conducía de regreso a Abrera desde su huerto, solo 13 días después de que la Generalidad de Cataluña le concediera la medalla al mérito en el trabajo "President Macià" «por su papel y su contribución a la industria y las relaciones laborales en unos momentos decisivos para el sector en Cataluña».